# 브라이언 도일머리
브라이언 도일머리(영어: Brian Doyle-Murray, 1945년 10월 31일 ~ )는 미국의 배우, 각본가, 작가, 성우이다. 시카고에서 태어났다. 배우 빌 머리와 조엘 머리의 형이다. 

## 출연 작품
- 크리스마스 언더 랩스 (2014년) - 프랭크 홀리데이 역
- 라이브 앳 더 폭시스 덴 (2013년) - 얼 스테인 역
- 아이 오브 더 허리케인 (2012년)
- 더 구드 패밀리 (2009년)
- 17 어게인 (2009년) - 관리인 역
- 대디 데이 캠프 (2007년)
- 니어링 그레이스 (2006년)
- 게팅 홀 (2003년)
- 스노우 독스 (2002년) - 어니 역
- 저스티스 리그 (2001년)
- 위다웃 찰리 (2001년)
- 예스, 디어 (2000년)
- 드라우닝 모나 (2000년)
- 일곱가지 유혹 (2000년) - 성직자 역
- 스튜어트 리틀 (1999년)
- 스캔들 (1998년)
- 개구쟁이 데니스 2 (1998년)
- 닥터 두리틀 (1998년)
- 브레이브 리틀 토스터 투 더 레스큐 (1997년)
- 꼬마 유령 캐스퍼 2 - 새로운 모험 (1997년)
- 이보다 더 좋을 순 없다 (1997년)
- 거프만을 기다리며 (1996년)
- 멀티플리시티 (1996년)
- My Brother's Keeper (1995년)
- 스트립퍼 배심원 (1995년) - 해리 역
- 못말리는 초보 선원 (1994년)
- 사랑의 블랙홀 (1993년) - 버스터 그린 역
- 프로스티 리턴즈 (1992년)
- 웨인즈 월드 (1992년) - 노아 밴더호프 역
- 베이브 루스 (1991년)
- 난폭한 주말 (1991년)
- JFK (1991년) - 잭 루비 역
- KGB 미녀 작전 (1989년)
- 상아탑 정복 작전 (1989년)
- 크리스마스 대소동 (1989년)
- 스크루지 (1988년) - 얼 크로스 역
- 캐디쉑 2 (1988년)
- 성공 전선 이상 없다 (1986년)
- 지상의 낙원 (1986년) - 보이트 역
- 면도칼의 모서리 (1984년)
- 휴가 대소동 (1983년)
- 사랑 대소동 (1981년)
- 캐디쉑 (1980년) - 루 루미스 역

### 텔레비전
- 새터데이 나잇 라이브 (1978-80, 1981-82)
- 사인펠드 (1992)
- 쇼킹 패밀리 (2000-01) - 애니메이션
- 킹 오브 더 힐 (2000-07) - 애니메이션
- 헤크 패밀리 (2009-18)